# Râul Valea Caselor, Dâmbovița
Râul Valea Caselor este un curs de apă, afluent al râului Dâmbovița. 